# ژوزف بدیه
ژوزف بدیه (به فرانسوی: Joseph Bédier) نویسنده فرانسوی و متخصص فیلولوژی با گرایش متن‌شناسی قرون وسطی، در ۲۸ ژانویه ۱۸۶۴ در پاریس به دنیا آمد و در ۲۹ اوت ۱۹۳۸ درگذشت. او که اصالت برتانی داشت، دوران کودکی و نوجوانی را در جزیره رئونیون گذراند. پس از تحصیلات، استاد ادبیات فرانسه شد و در متون قرون وسطی تخصص یافت. او چندین متن مربوط به قرون وسطی را به زبان فرانسه معاصر بازنویسی کرد؛ از مهمترین آنها تریستان و ایزوت را می‌توان نام برد که توسط پرویز ناتل خانلری در ۱۳۳۴ به فارسی ترجمه شد. او در سال ۱۹۲۰ به عضویت فرهنگستان فرانسه پذیرفته شد.
بدیه در ۲۹ اوت ۱۹۳۸ درگذشت.